# ساختمان قنبری (فارس)
ساختمان قنبری یک منطقهٔ مسکونی در ایران است که در دهستان فسارود واقع شده‌است. ساختمان قنبری ۷۱۳ نفر جمعیت دارد.